# Nara (album)
Pour les articles homonymes, voir Nara.
Albums de Nara Leão
Opinião de Nara
(1964)
Nara est le premier album musical de la chanteuse brésilienne Nara Leão. Cet album marque les débuts du rôle de la nouvelle génération au sein de la bossa nova avec la participation de musicien tels que Carlos Lyra, Edu Lobo ou encore Baden Powell. 
L'album est sorti en 1964 sous le label brésilien d'Elenco.

## Liste des pistes[2]
| 1.    | Marcha Da Quarta-Feira De Cinzas | 2:58 |
| 2.    | Diz Que Fui Por Ai               | 2:09 |
| 3.    | O Morro (Feio Nao E Bonito)      | 3:03 |
| 4.    | Cancao Da Terra                  | 3:08 |
| 5.    | O Sol Nascera                    | 2:58 |
| 6.    | Luz Negra                        | 2:33 |
| 7.    | Berimbau                         | 2:33 |
| 8.    | Vou Por Ai                       | 2:04 |
| 9.    | Maria Moita                      | 2:39 |
| 10.   | Requiem Para Um Amor             | 3:29 |
| 11.   | Consolacao                       | 2:42 |
| 12.   | Nana                             | 2:03 |
| 32:19 |                                  |      |